# 弘安源氏論議
『弘安源氏論議』（こうあんげんじろんぎ）は、1280年（弘安3年）に源具顕によって著された『源氏物語』の注釈書である。単に『源氏論議』と呼ばれることもある。

## 概要
本書は弘安3年10月5日（1280年10月29日）夜に東宮（後の伏見天皇）の前で行われた『源氏物語』の難儀十六題の論議問答の記録という形を採っている討論形態の注釈書であり、討論形態の注釈書の中では最古のものであるとされている。この論議問答には、左方（飛鳥井雅有・高倉範藤・持明院長相・源具顕）および右方（藤原康能・楊梅兼行・藤原定成・藤原為方）に分かれて計8名が参加し、1人2題ずつの論題を扱ったとされている。実際にこのような論議問答がこのとき行われたのか、また行われたとして実際の議論の内容がどの程度本書に反映されているのかは不明である。

### 論議
もともと「論議」とは、教説、問答あるいは論説を意味するサンスクリット語に由来する言葉で、仏教においては仏典の解釈のために行われる議論のことを意味し、十二部経の一つとして、仏陀あるいは仏弟子たちが教えについて論議し問答によって理を明らかにしたものを指したり、経典の註釈書の標題としても用いられる。本書もそのような仏典の解釈のために行われた議論を模した形で、『源氏物語』の解釈についての議論を行うものになっている。

## 内容
有職故実・準拠・引歌などを内容としているものが多く、出典先例を重視した当時（鎌倉時代）の学問の傾向を反映していると見られる。
- 『源氏物語』は寛弘（1004年から1011年）のころに成立し、康和（1099年から1103年）のころに広まったとする。
- 「宮内少輔が釈（藤原伊行の『源氏釈』）」を『源氏物語』の注釈の始まりとする。
- 並びの巻の存在を認めながらその存在理由が不審であるとする。

などの記述がある。前半は至って忠実な論議記録になっているが、後半にいくほどパロディ的な要素の多く含まれている戯文になっている。

## 本文
もともと東宮（後の伏見天皇）に献上された「中書本」とさらにそれを整理してとりまとめた「第二次本」とが存在するとされるが、現存するのは全て「第二次本」の系統である。寛文元年版や寛文八年版の版本はあるが、群書類従所収の版本が流布本といえる。この他に古い時期の写本もいくつかあり、九条家本（伝九条稙通筆）が『源氏物語大成資料編』で翻刻されている。

### 翻刻本
- 塙保己一編『群書類従 第11輯 物語部』巻317
- 塙保己一編『羣書類従 第17輯 連歌部・物語部』続群書類従完成会、1980年。
- 池田亀鑑編著『源氏物語大成 13 資料篇』（中央公論社）
- 高田信敬「資料篇 弘安源氏論議（管見・簡校）」紫式部学会編『源氏物語と文学思想 : 研究と資料』武蔵野書院、2008年3月。 ISBN 978-4-8386-0226-1